# Lena Dürr
Lena Dürr, född 4 augusti 1991, är en tysk alpin skidåkare som debuterade i världscupen den 15 februari 2008 i Sljeme i Kroatien. Hennes första pallplats i världscupen kom när hon  vann parallellslalom den 29 januari 2013 i Moskva i Ryssland.
Dürr ingick i det tyska lag som kom trea i lagtävlingen vid världsmästerskapen i alpin skidsport 2013.